# La La Love
Chansons représentant Chypre au Concours Eurovision de la chanson
San ángelos s'agápisa
(2011) An me thymáse
(2013)

La La Love est la chanson de l'artiste chypriote Ívi Adámou qui représente Chypre au Concours Eurovision de la chanson 2012 à Bakou, en Azerbaïdjan.

## Eurovision 2012
La chanson est sélectionnée le 25 janvier 2012 lors d'une finale nationale.
Elle participe à la première demi-finale du Concours Eurovision de la chanson 2012, le 22 mai 2012.